# Kriton
Kriton är en kort men viktig dialog, författad av den antike filosofen Platon. Den är skriven som ett samtal mellan Sokrates och hans rika vän Kriton rörande rättvisa (dikē), orättvisa (adikia) och lämpligt förhållningssätt till orättvisa. Sokrates anser att orättvisa inte bör besvaras med mer orättvisa, och vägrar följaktligen att låta Kriton hjälpa honom fly ur fängelset.
Dialogen innehåller ett antikt resonemang om den så kallade kontraktsteorin gällande staten, som långt senare skulle diskuteras livligt. Sokrates för en hypotetisk dialog mellan sig själv och Atens lagar, där han låter sig bli övertygad av lagarna om att han är skyldig att åtlyda dem, då han hela sitt liv har följt och respekterat dem, och då de har möjliggjort för honom att leva ett bra liv. Han har till och med under hela sitt haft möjlighet att frivilligt lämna Aten om han inte varit nöjd med de lagar som råder där, men även detta har han avböjt. Detta har givit upphov till en del tolkningsproblem, då Sokrates i sitt försvarstal lovar att fortsätta sitt filosoferande även om den atenska juryn så hotar honom med dödsstraff om han inte avstår.